# Cerera (pritlikavi planet)
Cêrera (ali Cêres; tudi z oznako 1 Cerera; simbol: ) je najmanjši pritlikavi planet v Osončju in edini v glavnem asteroidnem pasu. 1. januarja 1801 jo je odkril Giuseppe Piazzi, in ga poimenoval po rimski boginji Cereri – boginji rastočih rastlin, žetve in materinske ljubezni.
S premerom približno 950 km je Cerera daleč največje in najmasivnejše telo v asteroidnem pasu in vsebuje približno tretjino celotne mase pasu. Nedavna opazovanja so pokazala, da je v nasprotju z nepravilnimi oblikami manjših teles z manjšo težnostjo oblikovana kroglasto. Kadar je nasvetlejša, je le malenkost pretemna, da bi se jo lahko videlo s prostim očesom.
Razvrstitev Cerere se je s časom spreminjala. Ko so jo odkrili, so jo označili za planet, vendar so kmalu ugotovili, da gre le za eno od mnogih podobnih teles. Zato je bila Cerera nadaljnjih 150 let označena kot asteroid. Kot prvo tako odkrito telo je po sodobnem sistemu poimenovanja asteroidov pred imenom dobila številko 1. Po odkritju čezneptunskega telesa Eride (tedaj še z začasnim imenom 2003 UB313) je Mednarodna astronomska zveza predlagala, da se Cereri skupaj s Plutonovo luno Haron in 2003 UB313 podeli status planeta. Ta predlog ni doživel zadostne podpore, zato pa so 24. avgusta 2006 tako kot tudi Plutonu in Eridi tudi Cereri podelili status pritlikavega planeta.

## Raziskave
Vesoljski teleskop Hubble je v letih 2003 in 2004 posnel fotografije Cerere v vidnem spektru z ločljivostjo 30 km. Leta 2014 so infrardeči posnetki Vesoljskega teleskopa Herschel razkrili, da ima atmosfero z vodno paro.
27. septembra 2007 je ameriška vesoljska agencija NASA izstrelila vesoljsko sondo Dawn z nalogo raziskati Cerero in Vesto. Sonda se je 6. marca 2015 vtirila v Cererin tir in pričela z raziskavami površine.